# Stacheldraht

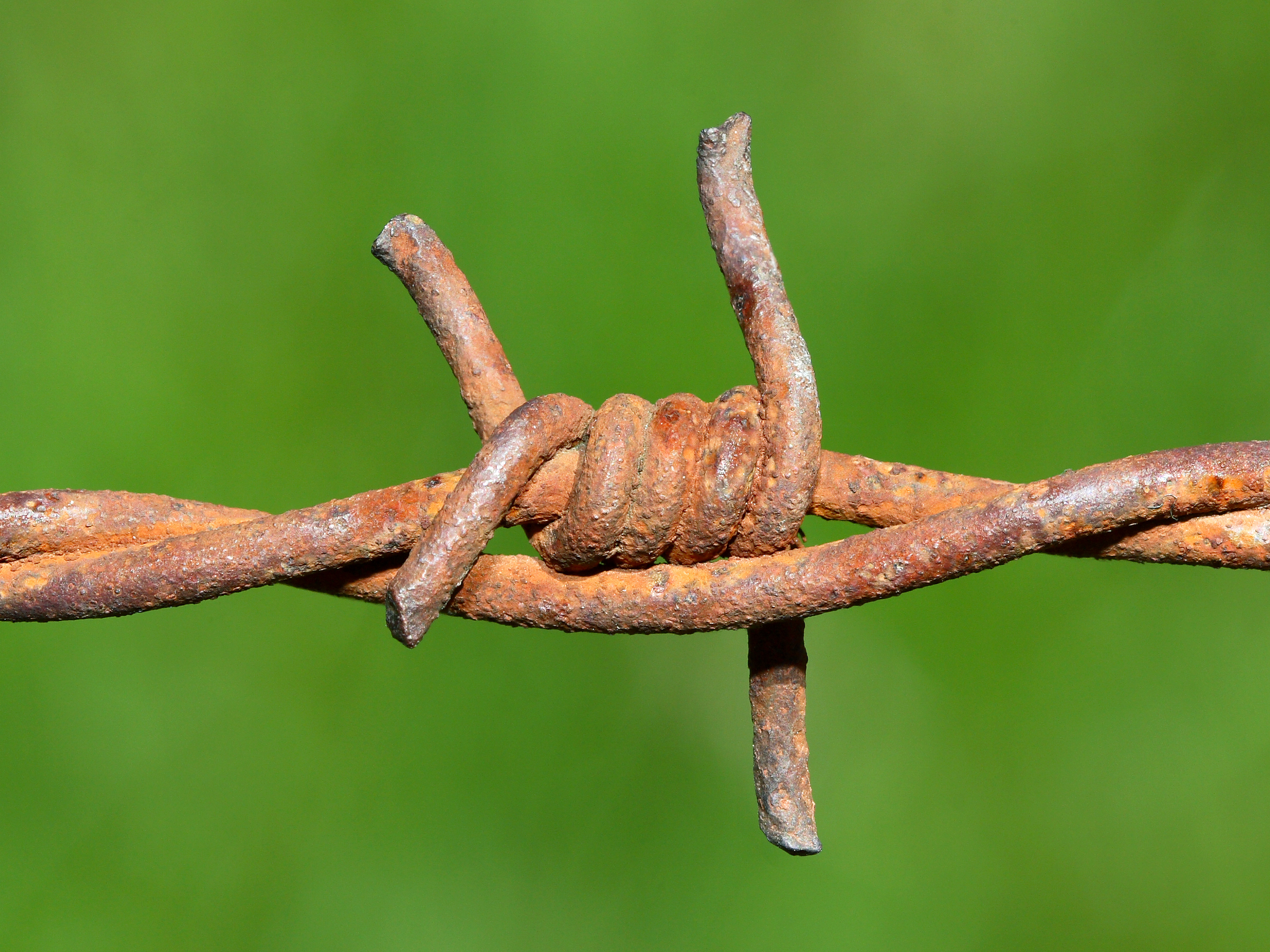
Verrosteter Stacheldraht

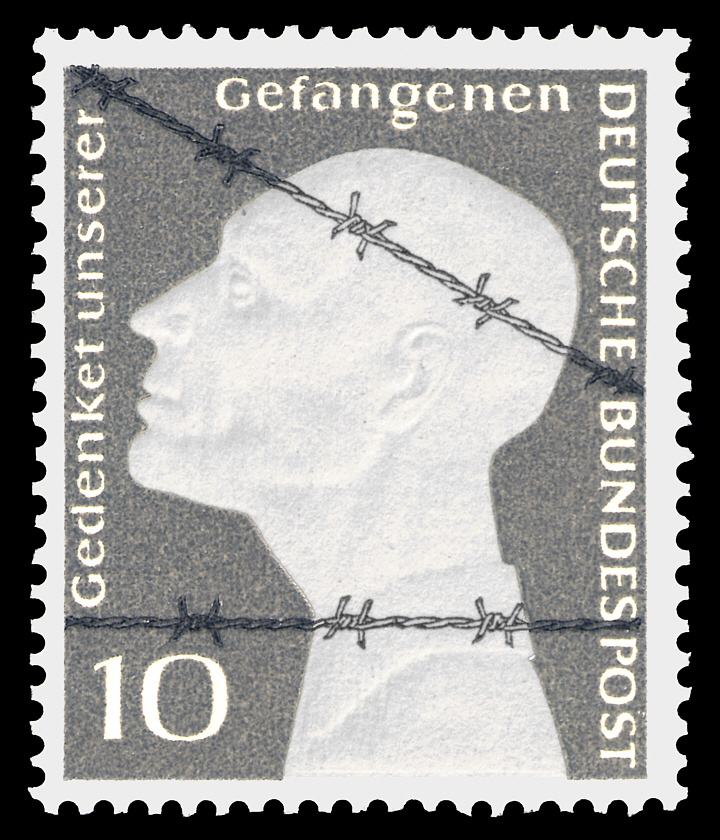
Stacheldraht auf einer westdeutschen Briefmarke von 1953 zum Gedenken an deutsche Kriegsgefangene

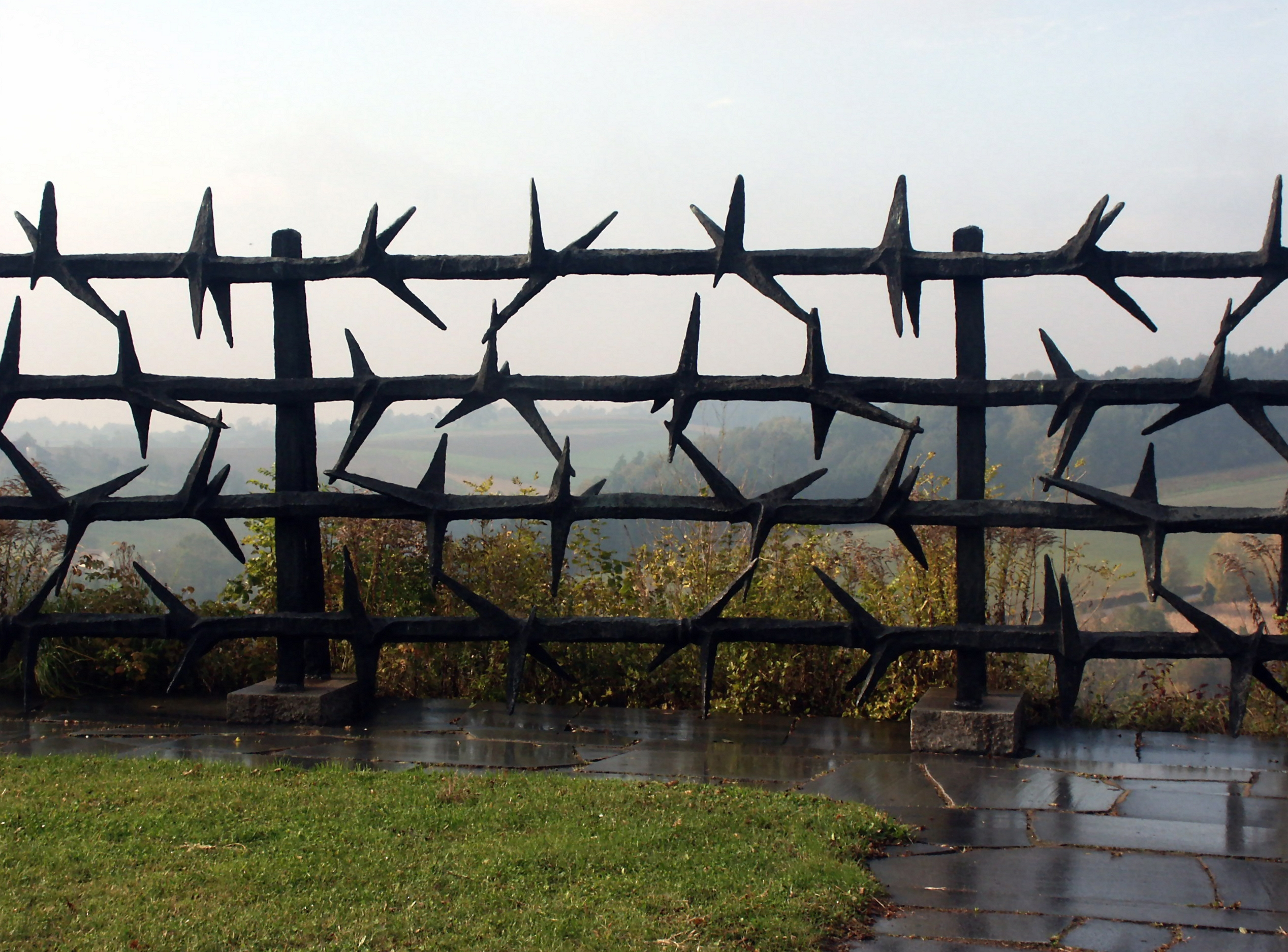
Stacheldraht-Mahnmal, Gedenkstätte KZ Mauthausen

Stacheldraht besteht üblicherweise aus zwei verdrillten Drähten, auf denen in regelmäßigen Abständen zwei Drähte mit radial abstehenden Enden mit einigen Windungen aufgewickelt wurden. Die abstehenden Drahtenden weisen scharfkantige Grate auf. Stacheldraht wird gespannt oder in Rollen ausgelegt als Hindernis verwendet, um Tiere oder Menschen am Betreten oder Verlassen bestimmter Bereiche zu hindern.
Die Entwicklung des Stacheldrahts erfolgte in der zweiten Hälfte des 19. Jahrhunderts, als es in den Vereinigten Staaten auf Grund veränderter ökonomischer Bedingungen für Rinderzüchter wichtig wurde, ihr Weideland zu schützen. Innerhalb weniger Jahrzehnte fand Stacheldraht weltweite Verwendung. Die ersten militärischen Anwendungen erfolgten im Zweiten Burenkrieg, als britische Truppen ihre militärischen Basen mit Stacheldraht vor Übergriffen schützen wollten. Stacheldraht kam auch im Russisch-Japanischen Krieg zum Einsatz, jedoch ohne dass dabei die Auswirkungen auf die zukünftige Kriegsführung erkannt wurden. Der Grabenkrieg des Ersten Weltkrieges wäre ohne Stacheldrahtverhaue nicht möglich gewesen.
Stacheldraht als Sperre gegen Personen wurde und wird unter anderem an der EU-Außengrenze, in Gefängnissen, Konzentrationslagern, an der Berliner Mauer und der innerdeutschen Grenze eingesetzt. Er ist darum ein Symbol für Unterdrückung und Unfreiheit und wird beispielsweise verwendet im Logo von Amnesty International oder Open Doors.

## Ursprung

### Wandel in der US-amerikanischen Rinderhaltung

Verlauf der Great Plains
Die rote Linie ist der 100. Längengrad.

Die Rinderzucht in Texas in der Mitte der 1860er Jahre beruhte auf der Ausnutzung der besonderen Bedingungen der Great Plains und des natürlichen Herdenverhaltens von Rindern. Die großen Bisonherden waren zu diesem Zeitpunkt ausgerottet und die Prärie-Indianer in Reservaten interniert. Den texanischen Ranchern gab dies die Möglichkeit, auf den Great Plains Longhorn-Rinder zu weiden und dabei den Verlauf der Great Plains auszunutzen, die sich vom Süden der Vereinigten Staaten bis hoch zur kanadischen Grenze erstreckten. Der ökonomische Wert der Longhorn-Rinder, einer Rasse, die aus verwilderten spanischen Hausrindern entstand, lag darin, dass diese auch unter den schwierigen Bedingungen der Plains in der Lage waren, sich selbst zu versorgen. Die Arbeit der Rancher beschränkte sich darauf, diese Rinderherden langsam Richtung Norden zu treiben, wo sie dann in den Schlachthäusern Chicagos getötet wurden. Diese Form der Rinderwirtschaft zwang texanische Rancher zwar zu einem semi-nomadischen Leben, es waren jedoch nur sehr wenige Cowboys notwendig, um große Herden nach Norden zu treiben. Möglich war dies, weil die Rinder ihr Futter in den überwiegend ariden Plains ausschließlich in Flusstälern fanden, die nur sieben Prozent dieser Landfläche ausmachten, und es zum natürlichen Verhalten der Rinder gehörte, in Herden dicht beieinander zu bleiben. Diese Form der Rinderhaltung setzte offene, unbegrenzte Flächen voraus. Konkurrenz der Rancher um Weideflächen wurde zunächst reduziert, indem man sich darauf einigte, auf welcher Flussseite man seine jeweiligen Herden trieb.
Der Erfolg dieser Form der Landnutzung barg allerdings auch den Keim ihres eigenen Untergangs in sich. Die unwirtlichen Great Plains waren anfangs nur für Rinderbesitzer ökonomisch interessant. Der vergleichsweise geringe Ertrag, der mit nach Norden getriebenen Rindern zu erwirtschaften war, war jedoch immer noch ausreichend, um im nördlichen Bereich der Great Plains zu einem Ausbau von Eisenbahnstrecken und der Gründung neuer Städte zu führen. Diese Investitionen erhöhten den Wert des Landes und sorgten für eine zunehmende Konkurrenz um Gelände. Gleichzeitig nahm die Zahl der Rinder zu, die nach Norden getrieben wurden, und die fruchtbareren Gebiete der Great Plains wurden landwirtschaftlich genutzt. Bereits gegen Ende der 1860er Jahre sahen sich Rancher gezwungen, Land unter ihre Kontrolle zu bringen, um ausreichend Futter für ihre Herden sicherzustellen. Damit gab es drei Interessengruppen, denen daran lag, den Zutritt zu ihrem jeweiligen Land zu begrenzen:
- Farmer, die ihre Äcker vor nach Nahrung suchenden Rindern schützen mussten
- Eisenbahngesellschaften, die verhindern mussten, dass Rinderherden ihre Schienenwege versperrten und letztlich
- Rinderzüchter, die ihr Weideland schützen mussten.

Dieses Problem war nicht neu. Im waldreichen Europa und im Nordosten Amerikas waren Felder und Weiden von Steinwällen, Holzzäunen und Hecken begrenzt. In und entlang der Great Plains fehlten diese traditionellen Materialien. Der Milchorangenbaum war die einzige Pflanze, die sich im Gebiet der Great Plains für Heckenpflanzungen anbot. Allerdings konnten Hecken aus Milchorangenbäumen nicht versetzt werden, warfen Schatten auf die wenigen wirklich fruchtbaren Böden, minderten damit deren Ertrag und brauchten außerdem Platz. Hinzu kam, dass sie für die Form der Landkolonialisierung, wie sie in der 2. Hälfte des 19. Jahrhunderts im Mittleren Westen in rasantem Tempo stattfand, viel zu langsam wuchsen: Eine Milchorangenbaumhecke musste mindestens vier Jahre wachsen, bevor sie Schutz vor nach Nahrung suchenden Rindern bot. Vier Jahre entsprachen aber auch dem Zeitraum, in dem Abilene im US-Bundesstaat Kansas zu einem Zentrum des Rinderhandels aufstieg und diese einflussreiche Position auch wieder verlor.

### Patentierungen

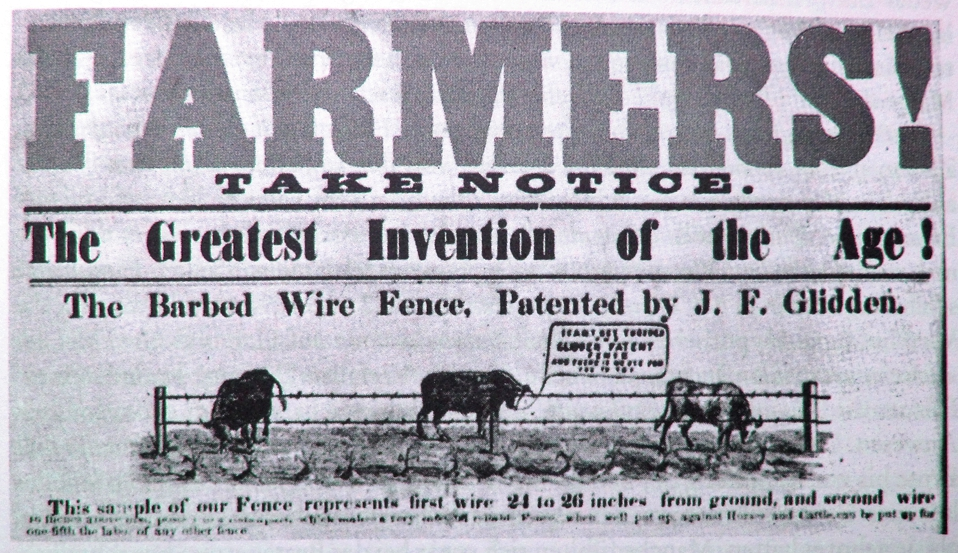
Anzeige für Stacheldraht in einer texanischen Zeitung (1874)

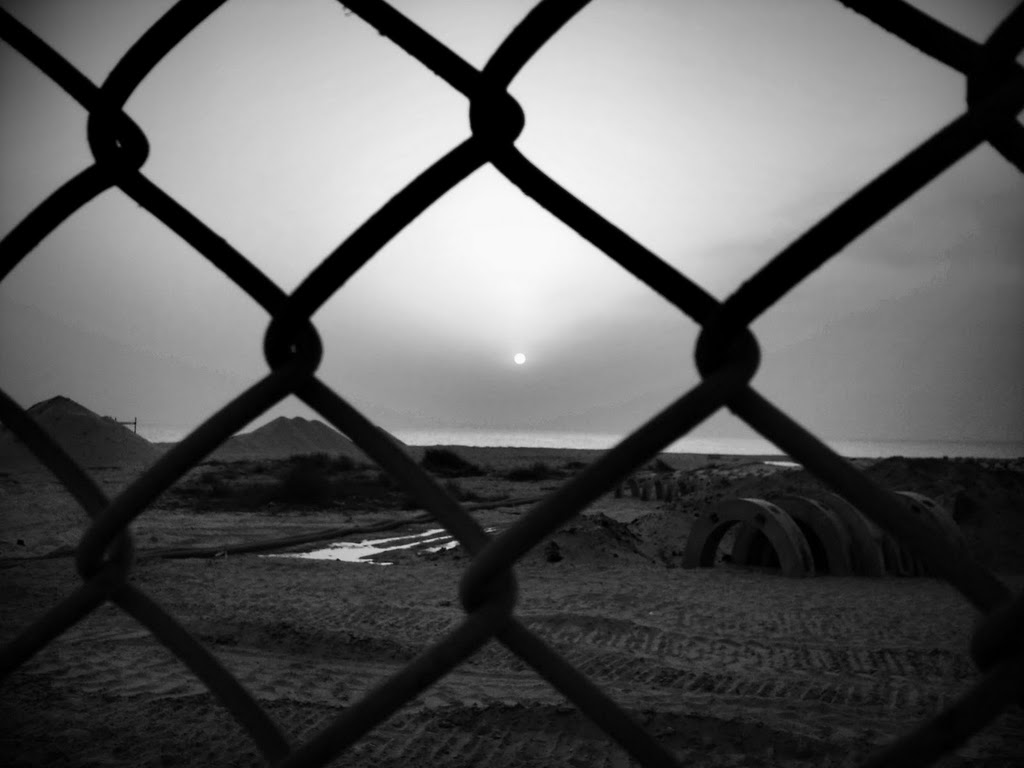
Maschendraht wurde vor Stacheldraht patentiert

Die Entwicklung von Stacheldraht, die um 1870 begann, fällt in eine Zeit, in der eine Reihe von organischen Materialien durch Eisen- und Stahlprodukte ersetzt wurde. Samuel Fox entwickelte 1852 die ersten Drahtgestelle für Schirme, die bis dahin in Europa aus Holz oder Walbarten gefertigt wurden. In gleicher Weise wurde die Herstellung von Korsetts geändert. Bei Musikinstrumenten wurden Saiten zunehmend weniger aus Schafdärmen, sondern aus Stahl hergestellt. Die Verwendung von Eisen statt Hanf für Seile begann ab 1840, und bald danach wurden auch Maschinen entwickelt, die mehrere Eisendrähte zu stabilen Seilen verdrehen konnten. Erste Maschendrahtzäune wurden ebenfalls in den 1840er Jahren hergestellt, waren aber noch gegen Ende der 1850er Jahre zu fragil, um für ein Rind ein ernsthaftes Hindernis darzustellen.
Die Notwendigkeit für stabile, billige Begrenzungen und die neuen technologischen Voraussetzungen führten dazu, dass in den USA mehrere Erfinder sowohl unabhängig als auch voneinander inspiriert an mit Dornen versehenen Eisenseilen arbeiteten. Inspiriert von Sporen, wie sie Reiter tragen, patentierte beispielsweise William D. Hunt 1867 Drähte, auf die Sporenräder aufgezogen waren. Michael Kelly patentierte 1868 Drähte, in die Nägel eingetrieben waren. Beide Erfindungen hatten jedoch den Nachteil, dass sie robusten Tieren wie Rindern nicht ausreichend Schmerzen zufügten, um sie an einem Durchbrechen des Zaunes zu hindern. Henry Rose schließlich entwickelte 1873 einen Zaun bestehend aus Drähten und Holzteilen, die mit scharfen Stacheln versehen wehrhaft genug waren, Rinder am Durchbrechen zu hindern. Er stellte diesen Vorläufer des Stacheldrahts, auf den er das Patent erworben hatte, noch im selben Jahr auf einer Messe in DeKalb im US-Bundesstaat Illinois vor, wo Joseph F. Glidden diese Konstruktion sah. Inspiriert von Roses Patent entwickelte Glidden einen Draht, bei dem Stacheln in zwei miteinander verseilte Spanndrähte eingesetzt wurden, indem in regelmäßigen Abstand ein Spitzendraht um einen der beiden Drähte gewickelt und dann schräg abgeschnitten wurde. Die beiden miteinander verdrehten Spanndrähte fixierten den Stachel, der sich unter der Last eines sich dagegen lehnenden Tieres auch nicht wegdrehen konnte. Glidden meldete am 27. Oktober 1873 sein Patent dafür an. Glidden war nicht der einzige, der Roses Idee weiterentwickelte. Fünf weitere Patente für die Stacheldrahtherstellung wurden in der Folge der Ausstellung von DeKalb angemeldet.

### Verwendung in den USA und deren Auswirkung

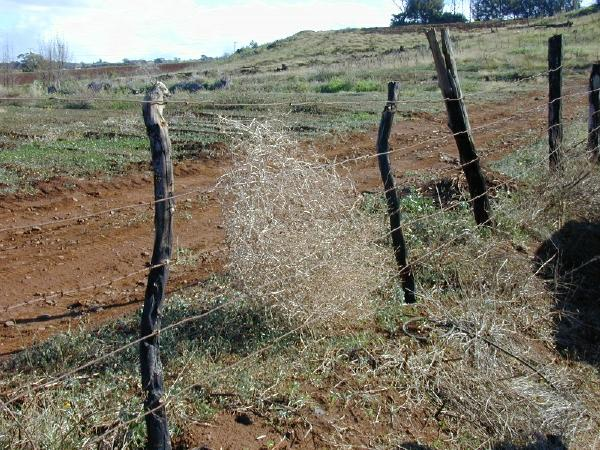
Stacheldraht in den Great Plains

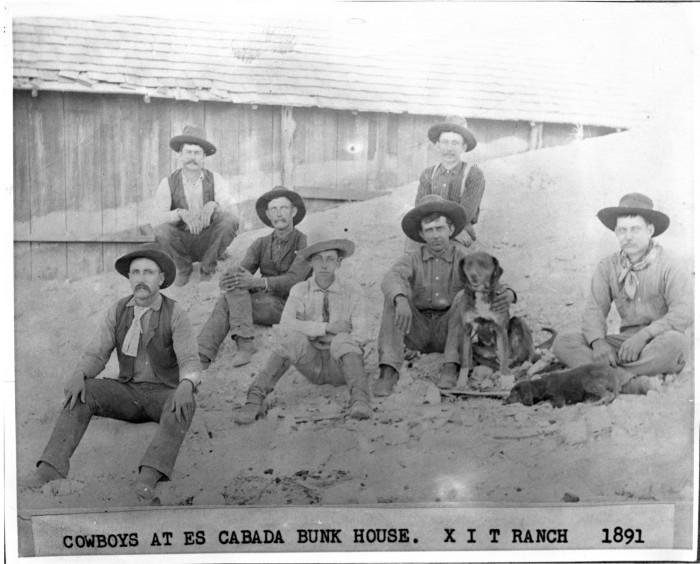
Cowboys der texanischen XIT Ranch im Jahre 1891

Gliddens Patent setzte auf einer Herstellung von Spanndrähten auf, die schon seit Jahren gebräuchlich war. Er vermarktete Stacheldraht bereits 1875 und warb damit, dass bereits 1.000 Farmer diesen erprobt hätten – vermutlich zu diesem Zeitpunkt noch eine Übertreibung. 1876 erwarb der in Massachusetts ansässige Eisen- und Stahlhersteller Washburn and Moen die Hälfte an einem konkurrierenden Patent und begann die Massenproduktion von Stacheldraht. Die Vermarktungsmöglichkeiten waren nicht nur auf die Great Plains im Mittleren Westen der Vereinigten Staaten begrenzt. Die Errichtung eines Stacheldrahtzauns war auch in anderen Landesteilen preisgünstiger als beispielsweise ein traditioneller Holzzaun. Es waren weniger Pfähle notwendig, weniger Nägel, und der Arbeitsaufwand für die Errichtung eines Stacheldrahts betrug, nach einem Werbeflugblatt der Firma Washburn and Moen aus dem Jahre 1880, nur noch ein Fünftel im Vergleich zu einem Holzzaun. Holz war jedoch nach wie vor notwendig, und die rasch zunehmende Verwendung von Stacheldraht im Mittleren Westen führte dazu, dass der Holzimport dahin sogar zunahm, weil nun auch Gebiete eingezäunt wurden, deren Einzäunung zuvor unwirtschaftlich gewesen war. 1874, im ersten Jahr der industriellen Produktion, wurde Stacheldraht im Gewicht von 5 Tonnen hergestellt, 1878 überstieg diese Zahl bereits 10.000 Tonnen und 1880, kaum mehr als sechs Jahre nach der ersten Patentvergabe, betrug die Gesamtlänge der in den Vereinigten Staaten errichteten Stacheldrahtzäune, anhand des Gewichts des bis dahin produzierten Stacheldrahts geschätzt, gut 50.000 Meilen. 1883 schließlich wurden bereits 100.000 Tonnen Stacheldraht produziert, und mit dieser rasanten Zunahme der Produktion nahm auch der Preis des Stacheldrahts stetig ab. Zum Ende des 19. Jahrhunderts liefen die Patente aus, was zu einer weiteren Preisreduktion führte, gleichzeitig aber auch zu neuen Herstellungsmethoden, die eine noch kostengünstigere Produktion ermöglichten. Zunehmend wurde nun außerdem Stahl statt Eisen verwendet, der zwar pro Tonne Gewicht teurer als Eisen war, dafür aber auch widerstandsfähiger, und damit dünnere Drähte als die eisernen erlaubte, so dass stählerner Stacheldraht am Ende dennoch preisgünstiger war als solcher aus Eisen.
Die sich schnell durchsetzende Verwendung von Stacheldraht blieb nicht ohne Auswirkungen. Insbesondere die großen Rinderzüchter sicherten sich durch weiträumige Einzäunungen Weideland für ihre Rinderherden. Allein die XIT Ranch hatte im Jahr 1885 bereits 476.000 Acres für ihre 50.000 Rinder legal eingezäunt. Für dasselbe Jahr wird geschätzt, dass fast 4,5 Millionen Acres illegal mit Stacheldraht eingezäunt waren. In einer Region, die von Texas bis nach Montana reichte, setzte ein Kampf um Land ein, bei dem vor allem kleinere Rinderzüchter zu den Verlierern zählten. Mit weniger Kapital ausgestattet als die großen Ranches, hinter denen häufig Finanziers aus dem Osten der Vereinigten Staaten standen, waren sie nicht im gleichen Maße in der Lage, Land legal oder illegal einzuzäunen. Um ihrem Vieh trotzdem Weidefläche zu sichern, gingen sie häufig dazu über, die Drähte durchzuschneiden, was von den großen Rinderzüchtern mit Hilfe bezahlter Scharfschützen geahndet wurde.
Die Einzäunungen behinderten auch die natürliche Migration der halbwild lebenden Longhorn-Rinder, welche bisher regelmäßig zum Winteranfang in den wärmeren Süden gezogen waren. Dort war aber ab den frühen 1880er Jahren Weideland bereits so wertvoll, dass Rancher fremdes Vieh nicht länger dulden wollten. In einem kaum koordinierten Vorgehen errichteten sie quer über den gesamten Texas Panhandle Zäune, um ihr Land zu schützen. In der Folge verendeten in den strengen Wintern 1885/1886 und 1886/1887 Tausende Longhorns an den Stacheldrahtzäunen, als sie den winterlichen Schneestürmen nicht mehr ausweichen konnten.

### Weltweite Verwendung

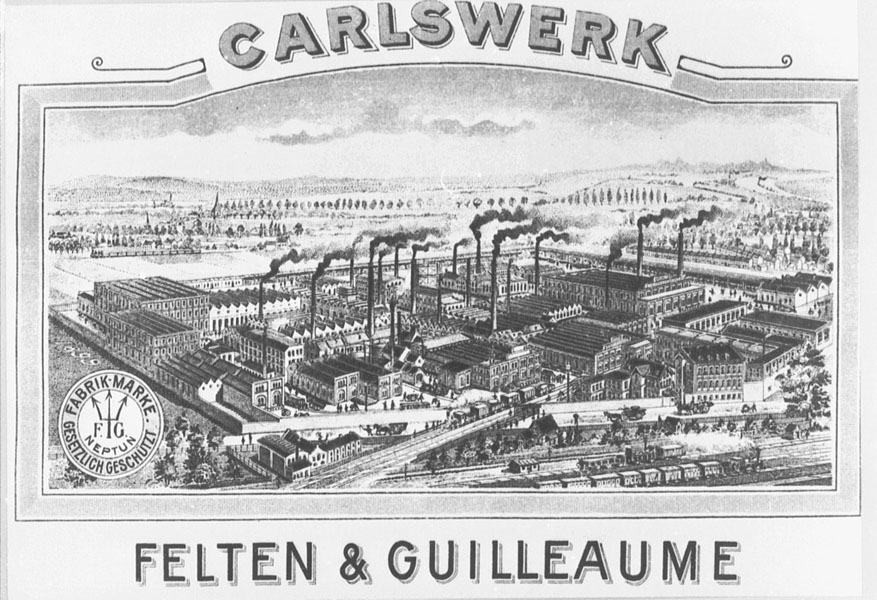
Industrieanlage von Felten & Guilleaume, die 1884 in die Stacheldrahtproduktion einstiegen

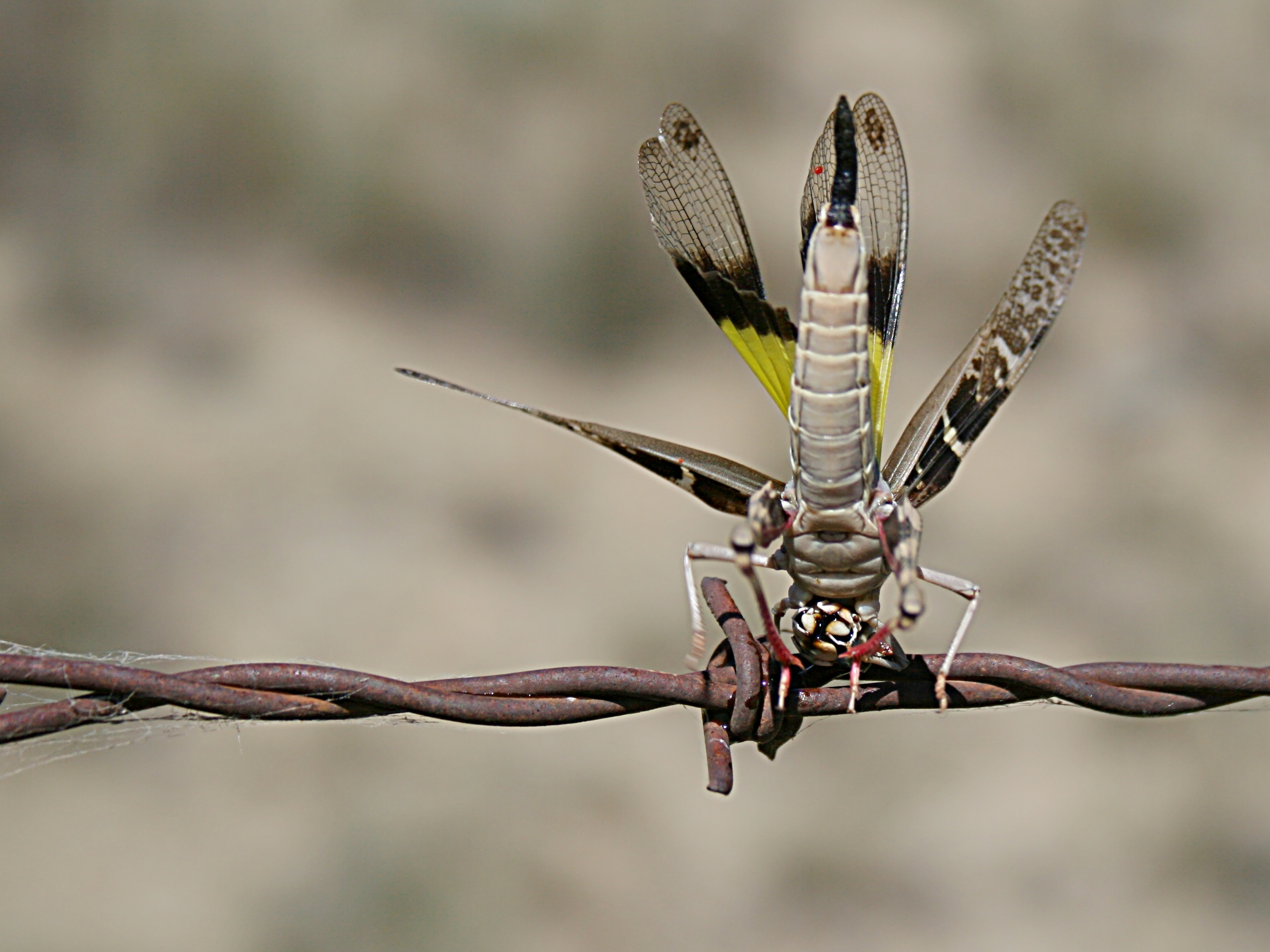
Stacheldraht im Australischen New South Wales: Ein Grashüpfer der australischen Art Gastrimargus Musicus, der sich im Stacheldraht verfangen hat

Washburn and Moen, die Eisen- und Stahlproduzenten, die 1876 in die Produktion von Stacheldraht einstiegen, hatten bereits 1877 Vertreter in Südamerika, die dieses Produkt dort zu verkaufen versuchten. Der erste Stacheldrahtzaun außerhalb der Vereinigten Staaten wurde vermutlich im Dezember 1877 im Botanischen Garten von Rio de Janeiro errichtet. Sehr schnell fand Stacheldraht aber auch anderswo Anwendung – bereits 1880 gab es in Argentinien weiträumig eingezäuntes Land, da die argentinische Pampa ähnliche Bedingungen wie die Great Plains bot. 1880 waren Vertreter von Washburn and Moen bereits in Australien, Neuseeland, Kuba, Ceylon und Russland aktiv. 1884 begann Washburn and Moen, in Europa mit der deutschen Firma Felten & Guilleaume zusammenzuarbeiten. Felten & Guilleaume verpflichtete sich, jährlich bis zu 1.000 Tonnen in den USA zu produzieren, diese aber außerhalb von Nordamerika zu verkaufen. In Europa war ihre Produktionsmenge unbegrenzt. Sie verpflichteten sich jedoch, je Tonne Stacheldraht, den sie in Großbritannien verkauften, zwei USD an Washburn and Moen zu zahlen und je einen USD für jede Tonne, die sie in anderen Ländern verkauften. Ausgenommen von dieser Regelungen waren Deutschland und Frankreich, wo sie, ohne eine Entschädigung an Washburn and Moen zahlen zu müssen, bis zu 250.000 Tonnen verkaufen durften.
Felton & Guilleaume war jedoch keineswegs der bedeutendste Partner von Washburn and Moen. Die britische Firma Johnson and Nephew zählte im letzten Jahrzehnt des 19. Jahrhunderts zu den größten Stacheldraht-Herstellern weltweit, da sie unter anderem von den Handelsbeziehungen innerhalb des Britischen Empires profitierte. Australien und Neuseeland, beide zum Britischen Empire zählend, gehören zu den Gebieten, in denen Stacheldraht weitreichende Auswirkungen auf die inländische Wirtschaft hatte. In beiden Ländern war wirtschaftlicher Schwerpunkt die Schafzucht für den Export von Wolle, und die Entwicklung des Stacheldrahts ermöglichte einen zunehmenden Verzicht auf die teure Arbeit von Schafhirten. Im australischen New South Wales nahm die Zahl der gehaltenen Schafe unter anderem auf Grund der Einführung von Stacheldraht von 6 Millionen im Jahre 1861 auf 57 Millionen im Jahre 1894 zu.
Stacheldraht veränderte auch die Machtverhältnisse in Südafrika, wo weiße Farmer ihr wertvolles Weideland ebenfalls zunehmend einzäunten und so sowohl vor Wildtieren als auch vor dem Vieh der indigenen Völker des Landes schützten. Schwarze wurden durch diese Entwicklung zunehmend auf Grenzertragsflächen verdrängt. Dies war unerheblich, solange ausreichend Regen fiel, führte aber dazu, dass sie in trockenen Jahren in größerer Zahl ihr Vieh verloren. Mehr und mehr Schwarze waren gezwungen, ihren Lebensunterhalt als Landarbeiter weißer Farmer zu verdienen.

„Eine neue Art und Weise, Land unter Kontrolle zu bringen, veränderte nicht nur das Verhältnis zwischen Menschen und Tieren, sondern auch zwischen verschiedenen Ethnien – wesentlichen Einfluss hatte dabei ihr unterschiedlicher Zugang zu einer neuen Technologie, mit der Land unter Kontrolle gebracht werden konnte.“

## Stacheldraht und Krieg

### Verwendung im Burenkrieg

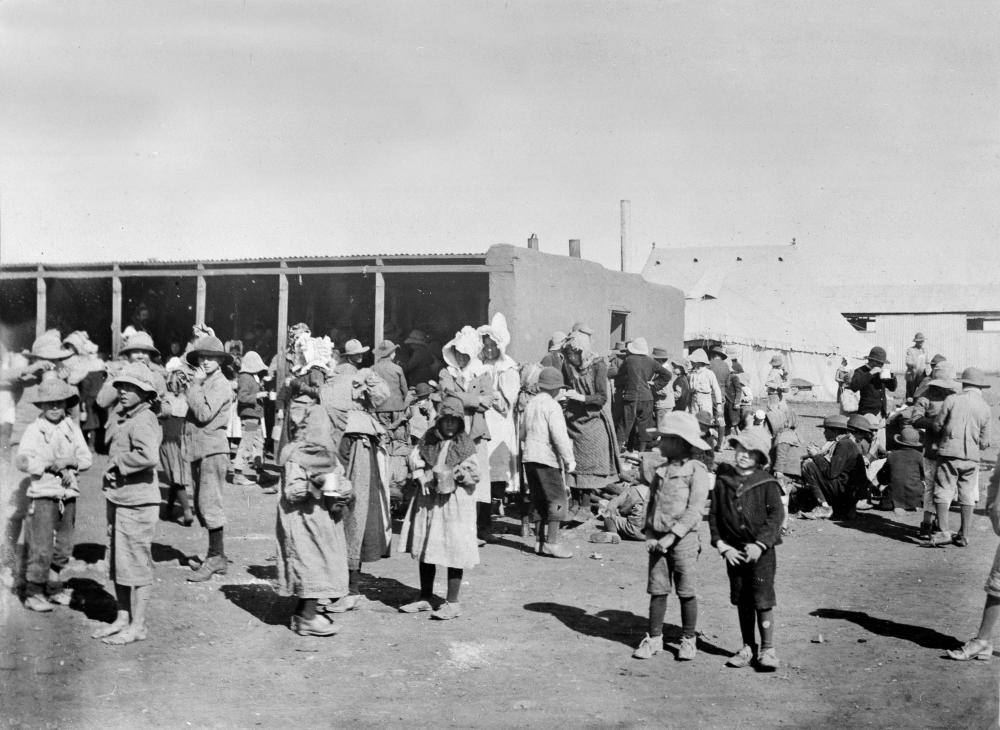
Burische Frauen und Kinder in einem britischen Konzentrationslager während des Zweiten Burenkriegs

Den ersten militärischen Einsatz erlebte der Stacheldraht 1899 im Burenkrieg, einem von 1899 bis 1902 dauernden Konflikt zwischen Großbritannien und den Burenrepubliken Oranje-Freistaat und Südafrikanische Republik (Transvaal), der mit deren Eingliederung in das britische Imperium endete. Er zählt zu den Kolonialkriegen, unterscheidet sich aber von einem typischen Kolonialkrieg, weil beide Konfliktparteien über ähnliche Waffen und ähnliche militärische Taktiken verfügten.
Im Verlauf dieses Krieges gingen die Buren von einer eher konventionellen Kriegsführung, bei der sich große Truppenteile gegenüber standen, zu einem für die Briten äußerst verlustreichen Guerilla-Krieg über. In kleinen Trupps führten sie Überraschungsangriffe durch – zumeist auf die Nachrichtenverbindungen, Nachschub- und Verkehrswege der Briten –, um sich dann rasch zurückzuziehen. Um die Bewegungsfreiheit der Buren einzuschränken, griffen die britischen Truppen unter General Lord Kitchener unter anderem auf Stacheldraht zurück. Zunächst entlang der Bahnstrecken und schließlich über das ganze Land errichteten sie ein System von Blockhäusern, die mit kleinen Garnisonen belegt waren. Stacheldrahtwälle schützten nicht nur die unmittelbare Umgebung dieser Blockhäuser und die Eisenbahnstrecken, sondern zogen sich bis zum jeweils nächsten Blockhaus, das auf dem Höhepunkt des Burenkrieges nicht mehr als eine halbe Meile entfernt stand. Solange es hell war, war es für die Buren unmöglich, diese Wälle zu durchschneiden, da sie dabei für die Gewehre der Garnisonen beider Blockhäuser ein statisches Ziel waren. Glocken, die in die Stacheldrahtzäune gehängt wurden, machten auch nächtliche Versuche vergeblich, die Wälle zu durchschneiden. Insgesamt 8000 Blockhäuser und 3700 Meilen von Stacheldrahtwällen wurden im Verlauf des Burenkrieges von den Briten errichtet. Die Kosten für dieses System, mit denen die Briten schließlich das Veld unter ihre Kontrolle brachten, betrugen gleichwohl mit 300.000 Britischen Pfund nur einen Bruchteil der gesamten britischen Kriegskosten von mehr als 200 Millionen Britischen Pfund. Baden Baden-Powell, einer der am Zweiten Burenkrieg teilnehmenden britischen Offiziere hielt bereits 1903, kurz nach Ende des Konflikts, fest:

„Stacheldraht kann als eine bedeutende Entwicklung für die moderne Kriegsführung betrachtet werden, und es ist sehr wahrscheinlich, dass er in zukünftigen Kriegen umfänglich eingesetzt wird.“

### Stacheldraht im Russisch-Japanischen Krieg

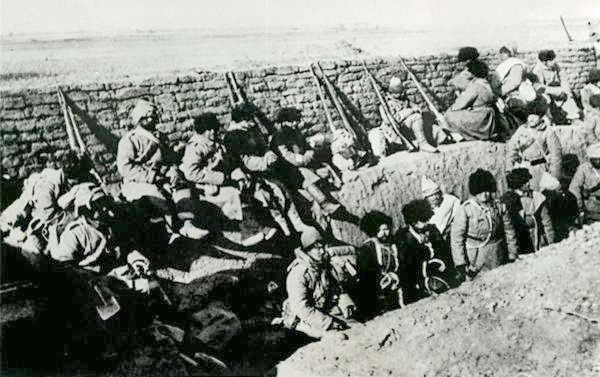
Schützengraben im Russisch-Japanischen Krieg: Zunehmend wurden sie mit Stacheldraht vor dem Überrennen durch feindliche Kräfte geschützt

Anders als der Zweite Burenkrieg zählt der Russisch-Japanische Krieg zu den konventionellen militärischen Konflikten: Zwei ähnlich ausgerüstete und nach dem Muster westlichen Militärs operierende Heere standen sich hier gegenüber. Der Konflikt begann im Februar 1904 mit dem japanischen Angriff auf den Hafen von Port Arthur und endete nach einer Reihe verlustreicher Schlachten im Herbst 1905 mit der Niederlage der russischen Seite. Der größte Teil der Landschlachten wurde in den Weiten der Mandschurei ausgetragen. In diesem Konflikt, in dem Kavallerie noch eine größere Rolle spielte, kamen auch traditionelle Feldbefestigungen wie in den Boden gerammten Pfähle und für die Reiterei nicht überwindbare Gruben zum Einsatz. Erstmals wurden diese jedoch grundsätzlich mit Stacheldraht ergänzt. Auch Schützengräben, die mit Stacheldraht bewehrt waren, wurden in diesem Krieg eingesetzt. Anders als im Ersten Weltkrieg waren diese Schützengräben vergleichsweise kurz und beschränkten sich in ihrem Zweck gewöhnlich darauf, ein einzelnes Maschinengewehr vor Überrennen durch feindliche Kräfte zu schützen. Der Stacheldrahtverhau, der vor diesen Gräben lag, bestand gewöhnlich aus drei einzelnen Stacheldrähten, die im kurzen Abstand zueinander gespannt waren. Der gesamte Stacheldrahtverhau war nicht höher als ein Meter. Sowohl Japaner als auch Russen erlaubten den jeweils befreundeten Mächten, Militärbeobachter in die Schlachten dieses Konflikts zu entsenden, und so hatte eine Reihe von Militärbeobachtern die Gelegenheit, die Effektivität dieser Stacheldrahtverhaue zu beobachten. Sie wurden unter anderem Zeuge, wie verlustreich ein Infanterieangriff auf solche stacheldrahtbewehrten Maschinengewehrnester war – bei einem japanischen Angriff verloren von 50 Angreifern 28 ihr Leben oder wurden verwundet. Sehr schnell waren sich die Militärbeobachter darin einig, dass solche Angriffe nicht mehr erfolgreich sein konnten, sie alle aber verkannten, dass der Einsatz von Stacheldraht zukünftige Kriege grundsätzlich verändern würde und vor allem die Zeit der schnellen und schlachtentscheidenden Kavallerieangriffe damit vorbei war.

### Stacheldraht im Ersten Weltkrieg

#### Zunehmende Bedeutungslosigkeit der Kavallerie

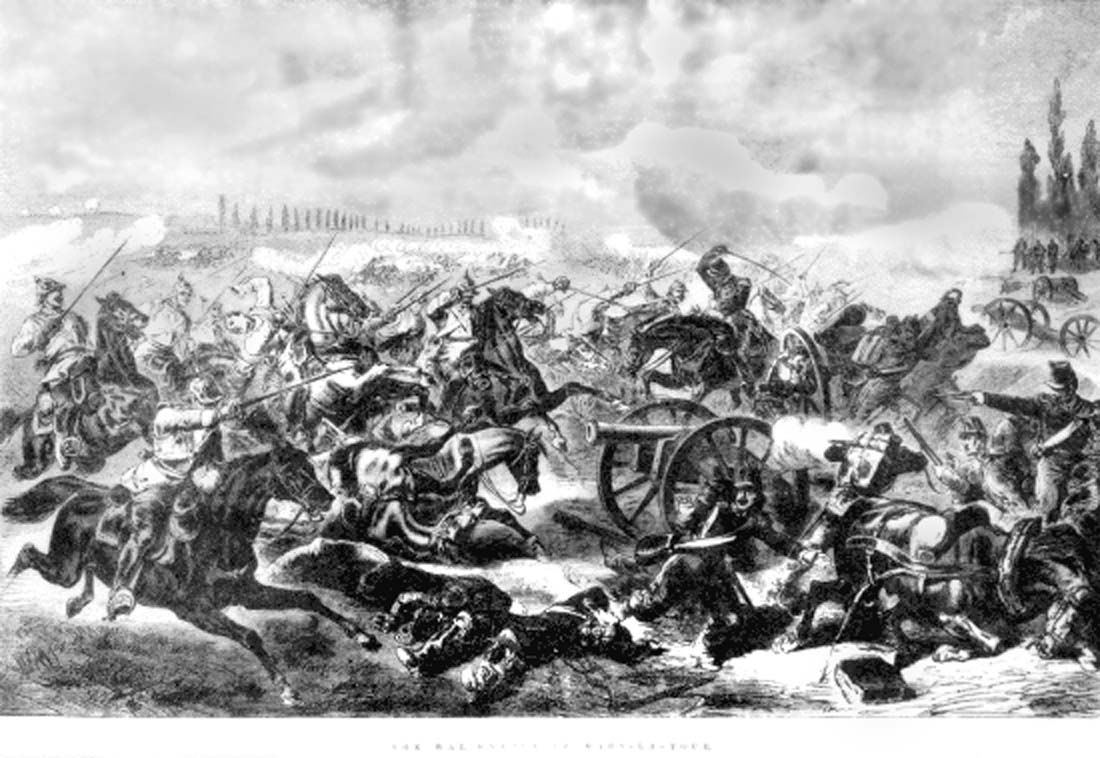
Das preußische 7. Kürassier-Regiment greift die französischen Stellungen in der Schlacht von Mars-la-Tour am 16. August 1870 an. Zeitgenössische Darstellung aus Canadian Illustrated News, 19. November 1870, vol.II, no. 21, 336.

Bereits im Deutsch-Französischen Krieg von 1870/1871 war Kavallerie nicht mehr kriegsentscheidend. Die europäische Kulturlandschaft hatte sich bereits zu sehr verändert, um Kavallerie wirkungsvoll einzusetzen. Die zunehmende Begrenzung von Land – zu dem Zeitpunkt der Auseinandersetzung zwischen Frankreich einerseits und dem Norddeutschen Bund unter der Führung Preußens sowie den mit ihm verbündeten süddeutschen Staaten Bayern, Württemberg, Baden und Hessen-Darmstadt andererseits noch überwiegend aus traditionellen Materialien wie Holzzäunen und Hecken bestehend – erschwerte eine kriegsentscheidende Verwendung der Kavallerie zunehmend.

„Die Unterteilung von Flächen durch Drähte nimmt massiv zu. … Ein paar Drähte oder ein bisschen schwieriger Boden verlangsamt einen berittenen Angriff hinreichend genug, dass das Gewehr sein tödliches Werk verrichten kann.“

hielt schon Lord Dundonald, der im Zweiten Burenkrieg als General diente, fest.
Um effektiv zu sein, benötigte Kavallerie weiten, unbegrenzten Raum mit nur wenigen Hindernissen. Während ein einzelnes Pferd nahezu sofort seine volle Geschwindigkeit entwickeln kann, brauchte eine Kavallerieeinheit eine Aufgaloppstrecke von mindestens drei Kilometern, um gemeinsam die volle Geschwindigkeit zu entwickeln. War sie erreicht, bot eine herangaloppierende Kavallerie gegnerischen Gewehrschützen kein einfaches Ziel, wie unter anderem die Erfahrungen im Zweiten Burenkrieg zeigten, wo Maschinengewehre noch eine Seltenheit waren. Alle großen Schlachten der Vergangenheit, in der die Kavallerie eine entscheidende Rolle spielte, fanden daher auf weitem offenem Feld statt, die den Aufgalopp einer Kavallerieeinheit erlaubte. Der Historiker Reviel Netz weist deswegen darauf hin, dass es nicht allein die Entwicklung des Maschinengewehrs, sondern auch die Veränderung der Landschaft durch die zunehmende Verwendung von Stacheldraht war, die die Kavallerie obsolet machte.

#### Die Grabenkämpfe des Ersten Weltkriegs
Im Ersten Weltkrieg fand diese Entwicklung ihren Höhepunkt. Die Kavallerie hatte ihre kriegsentscheidende Bedeutung sowohl als schlachtenentscheidender Armeebestandteil als auch als mobiler, schnell zu verlagernder Truppenteil verloren. Dies war bereits spürbar, als im August 1914 die deutsche Armee in Nordfrankreich einmarschierte. Maximilian von Poseck hielt in seinen Erinnerungen an diesen Einmarsch rückblickend fest:

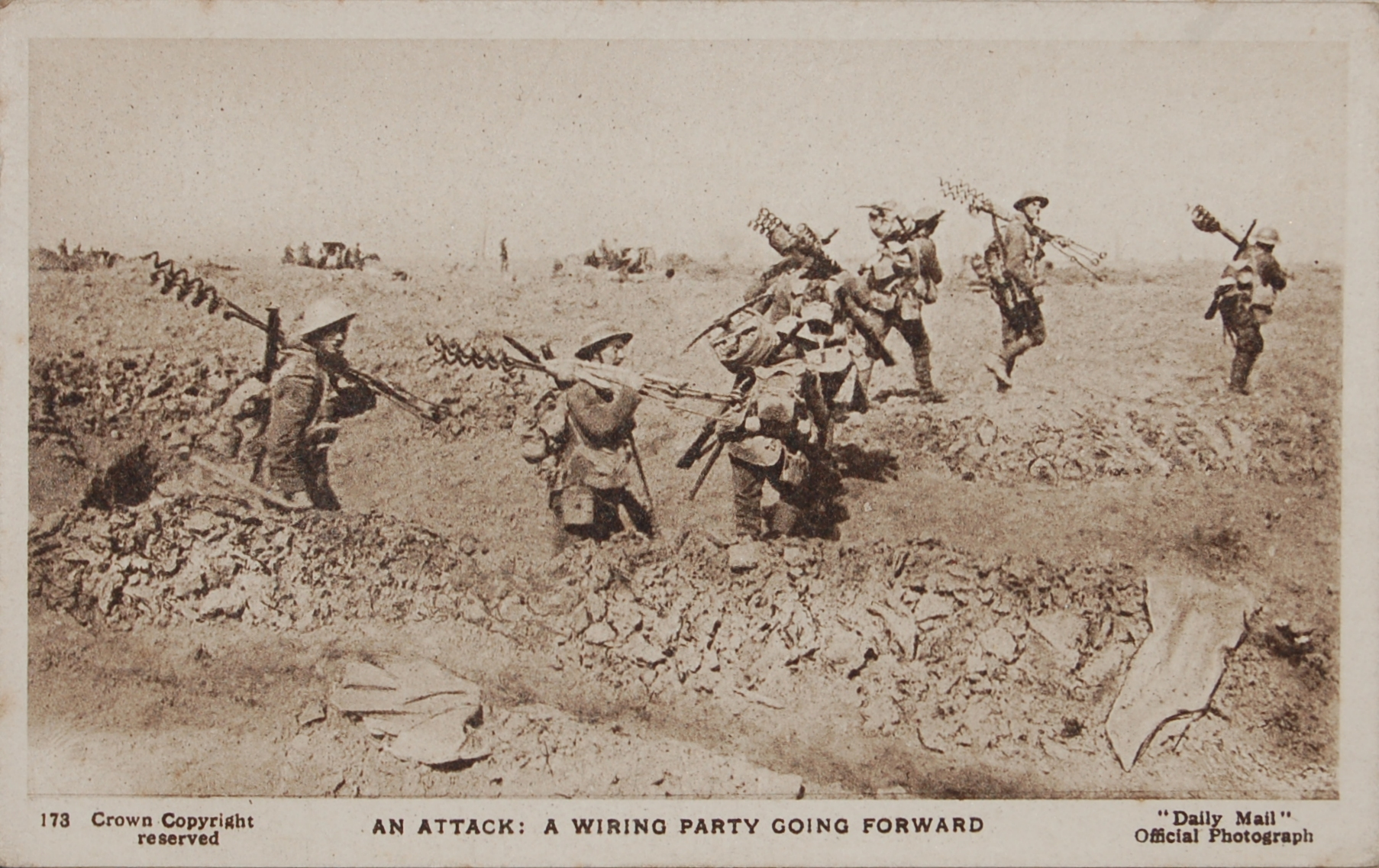
Eine Einheit beim Errichten von Stacheldrahtverhauen

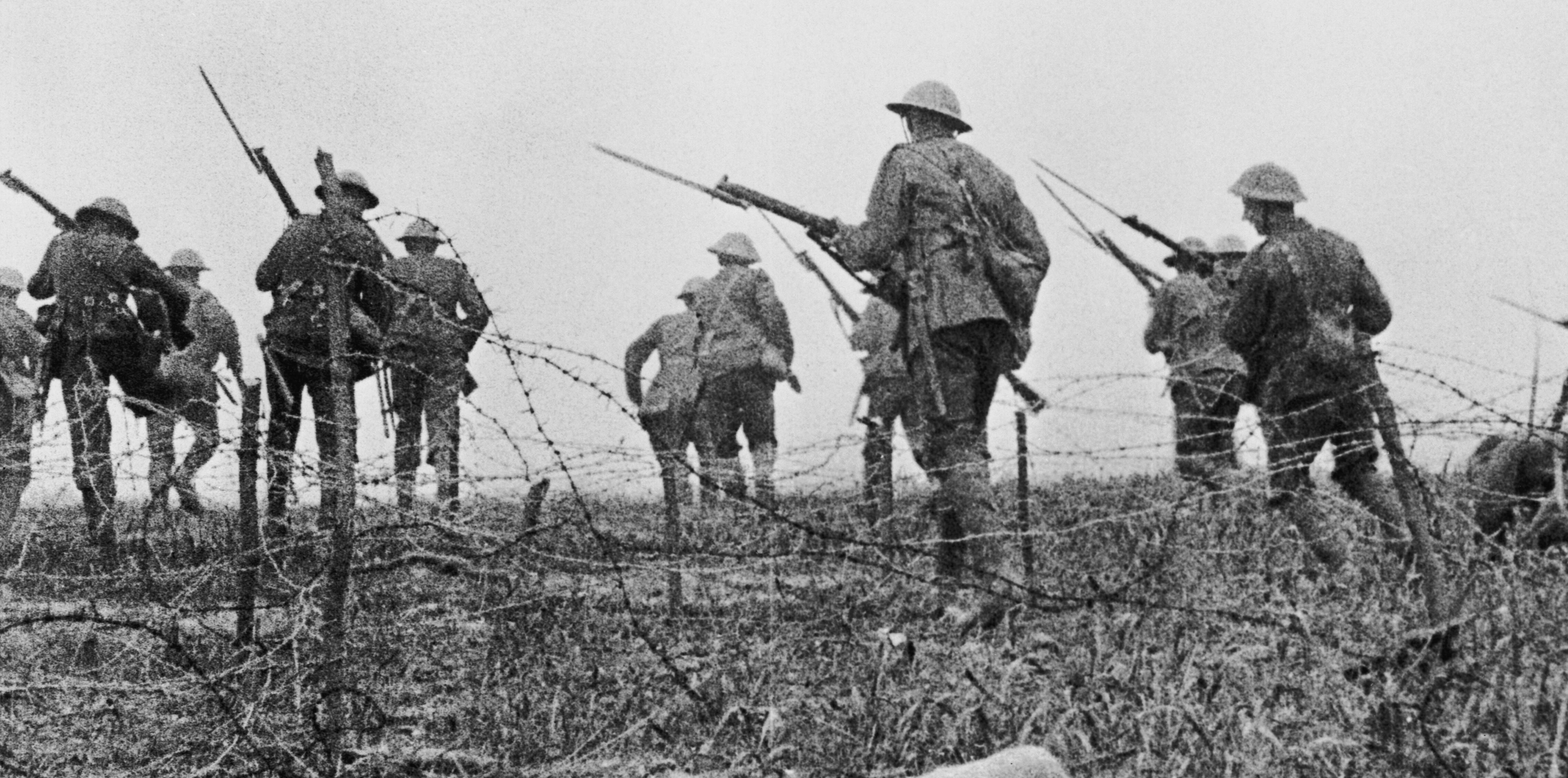
Stacheldrahtverhau an der Somme im Ersten Weltkrieg

„Der Vorstoß der Kavallerie wurde durch eine zunehmend intensivere Kultivierung des Landes und durch Industriebauten behindert. Stacheldrahtzäune, Wassergräben, Schlackehaufen, Kohlengruben, Mauern von Industrieanlagen, Eisenbahndämme, Kanäle und ähnliches machte den Vormarsch schwerer und schwerer und verhinderte häufig, dass größere Kavallerieeinheiten eingesetzt werden konnten.“

Pferde spielten zwar im Ersten Weltkrieg immer noch eine Rolle, allerdings überwiegend als Zug- und Lasttiere. Die Kavallerie verlor im Ersten Weltkrieg ihren Status als Hauptwaffengattung und wurde in der Regel nur noch zur bewaffneten Aufklärung und Geländesicherung verwendet.
In dem festgefahrenen Krieg, in dem größere Gebietsgewinne bereits im ersten Kriegswinter selten wurden, erwies Stacheldraht sich als das perfekte Befestigungsinstrument. Preisgünstig und schnell zu errichten, bildete er eine unüberwindliche Abwehr, die nur durch Zerstörung oder Überbrückung überwunden werden konnte. Militärhandbücher bezeichneten Stacheldrahtverhaue sehr schnell als das effizienteste Hindernis, um den Angriff eines Gegners zu verlangsamen oder gar ganz zu verhindern, und gaben präzise Anweisungen, wie sie am effektivsten einzusetzen waren. Ein britisches Militärhandbuch nannte als Merkmale eines gut gebauten Stacheldrahtverhaues:
- Er muss so breit sein, dass er nicht einfach überbrückt werden kann,
- er muss im Schussfeld der Verteidigung sein,
- er muss nahe genug am Schützengraben liegen, damit er auch während der Nacht bewacht werden kann.

Das Handbuch riet auch dazu, den Stacheldrahtverhau durch einen weiter davor liegenden Verhau zu schützen und vor diesem wiederum einzelne Drähte zu ziehen. Die verwendeten Stacheldrähte unterschieden sich dabei schnell von denen, die in der Landwirtschaft verwendet wurden: Die Stachel standen viel enger zusammen, so dass Soldaten sich häufig schon beim Errichten der eigenen Verhaue verletzten, weil es kaum mehr nicht stachelbewehrte Drähte gab, die sie greifen konnten. Zudem waren die Stachel in diesem Fall oft fast doppelt so lang wie in der Landwirtschaft.
In den Grabenkämpfen erwies sich die Kombination von mehrere Meter tiefen Stacheldraht-Verhauen und Maschinengewehren als tödlich. Eine Vielzahl der Opfer dieses Krieges starb durch Maschinengewehrfeuer in den Stacheldrahtvorfeldern. Erst die Ankunft von Panzern gegen Ende des Krieges nahm dem Stacheldraht teilweise wieder seine Wirksamkeit als Verteidigungswaffe, aber auch Panzerfahrzeuge konnten sich in mehrfachen Stacheldrahthindernissen festfahren, wenn sich der Draht in die Laufrollen wickelte.

## Typen von Stacheldraht

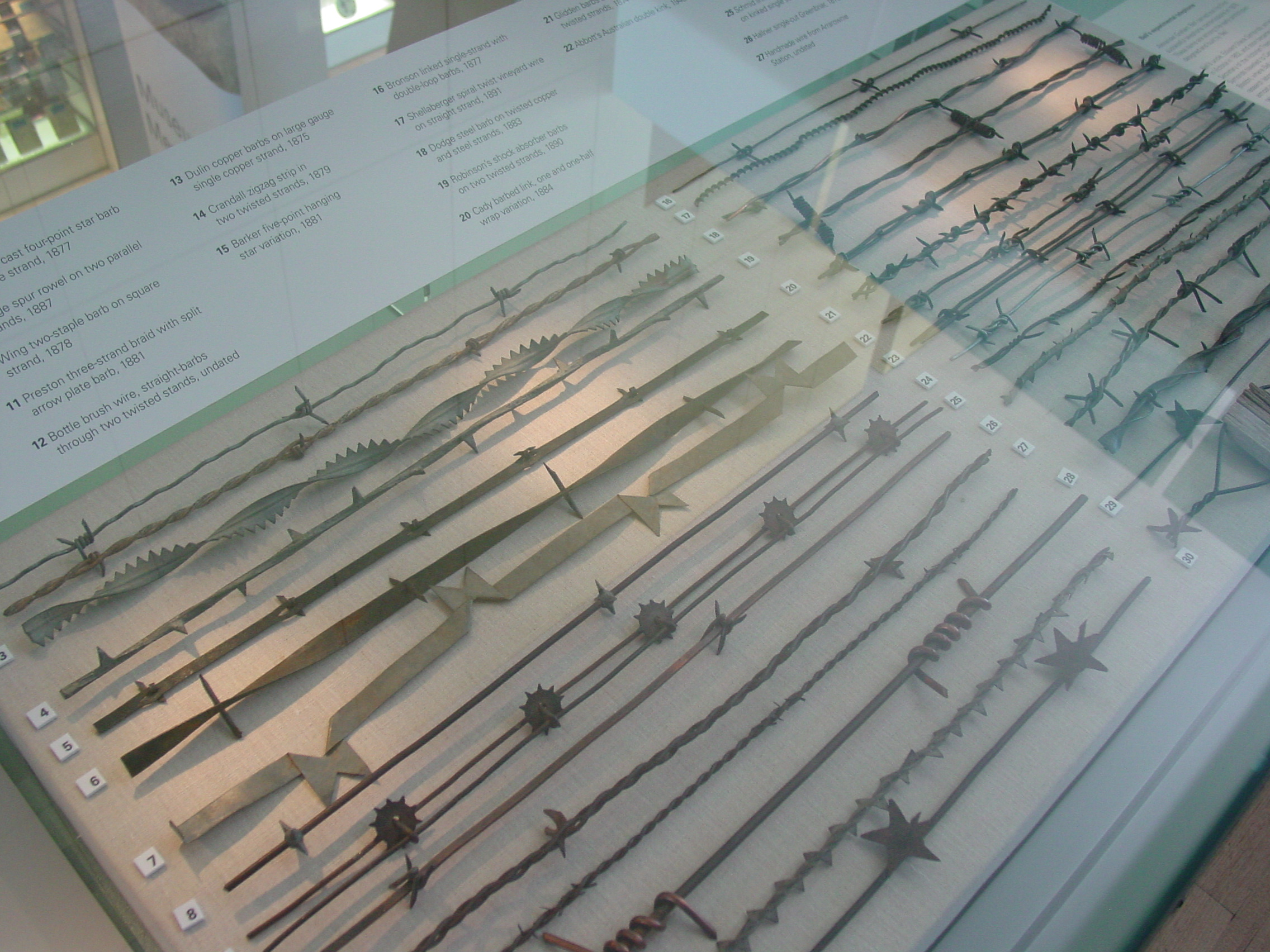
Unterschiedlicher Stacheldraht

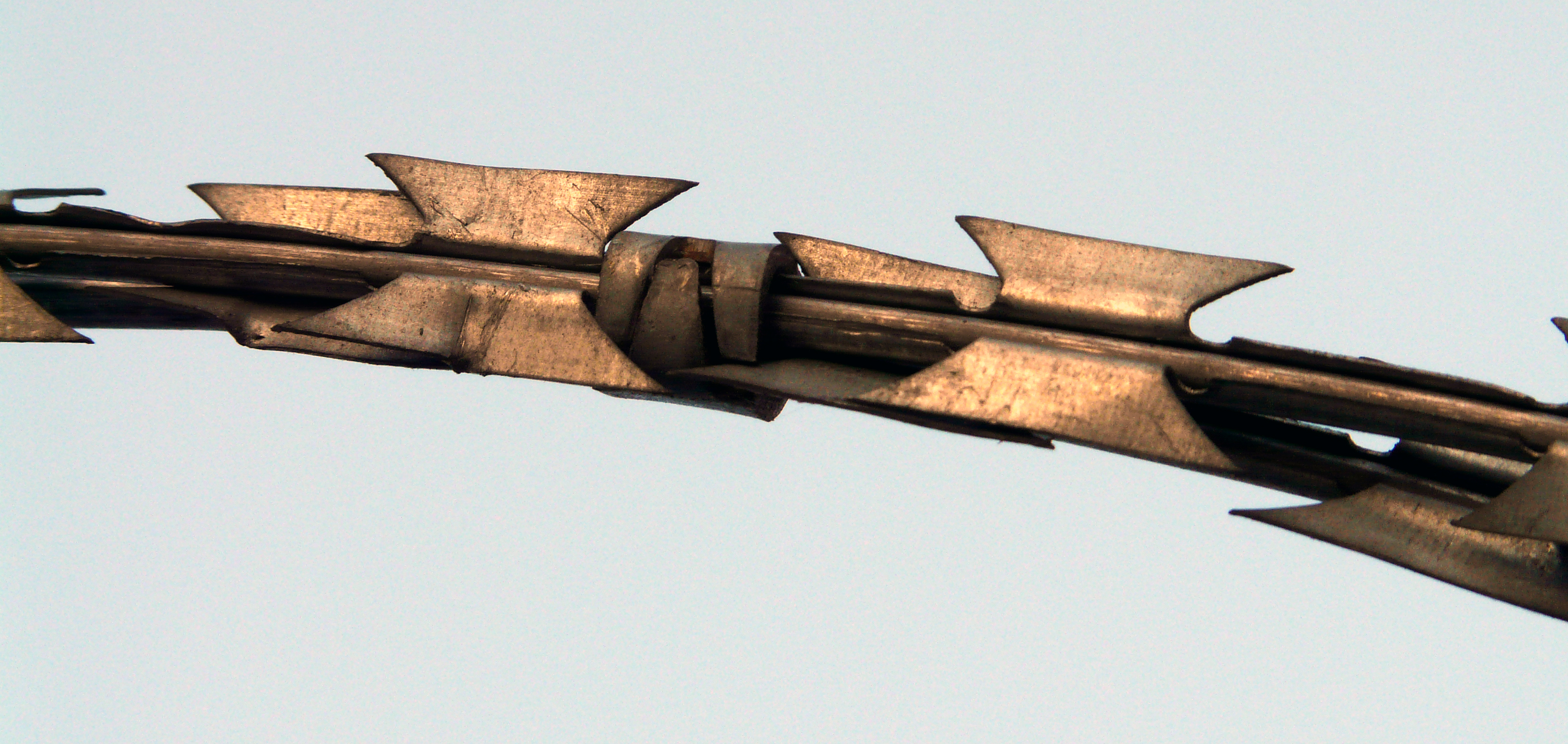
NATO-Draht

Nach der Anzahl der Spitzen (Stacheln) unterscheidet man zweispitzigen und vierspitzigen Stacheldraht.
Bei zweispitzigem Stacheldraht werden die Spitzen durch die Enden eines Spitzendrahtes dargestellt. Vier Spitzen werden von zwei Spitzendrähten gebildet. Die Spitzendrähte werden um einen oder zwei Spanndrähte derart gewickelt, dass ihre Enden, welche diagonal abgeschert die Spitzen (Stacheln) bilden, vom Spanndraht abstehen.
Die Spanndrähte besitzen meist runden Querschnitt, während die Spitzendrähte meist ovalen Querschnitt besitzen.
Nach der Anzahl der Spanndrähte unterscheidet man einseiligen und zweiseiligen Stacheldraht.
Bei zweiseiligem Stacheldraht werden zwei Spanndrähte miteinander verdrillt (verseilt). Sie besitzen auch bei geringer Werkstoffgüte eine hohe Zugfestigkeit und geringe Temperaturempfindlichkeit und Durchhangneigung. Zweiseiliger Stacheldraht wird meist aus unlegierten und legierten Stählen geringer Festigkeit hergestellt. In neuerer Zeit kommen auch Aluminiumlegierungen zur Anwendung.
Die runden oder ovalen Spanndrähte einseiligen Stacheldrahts werden in der Regel aus hochfestem Vergütungsstahl hergestellt. Durch eingepresste Erhöhungen (sog. Schultern) im einseiligen Spanndraht werden die Spitzendrähte in ihrer Lage gesichert. Auch das Anschweißen von Spitzen ist möglich.

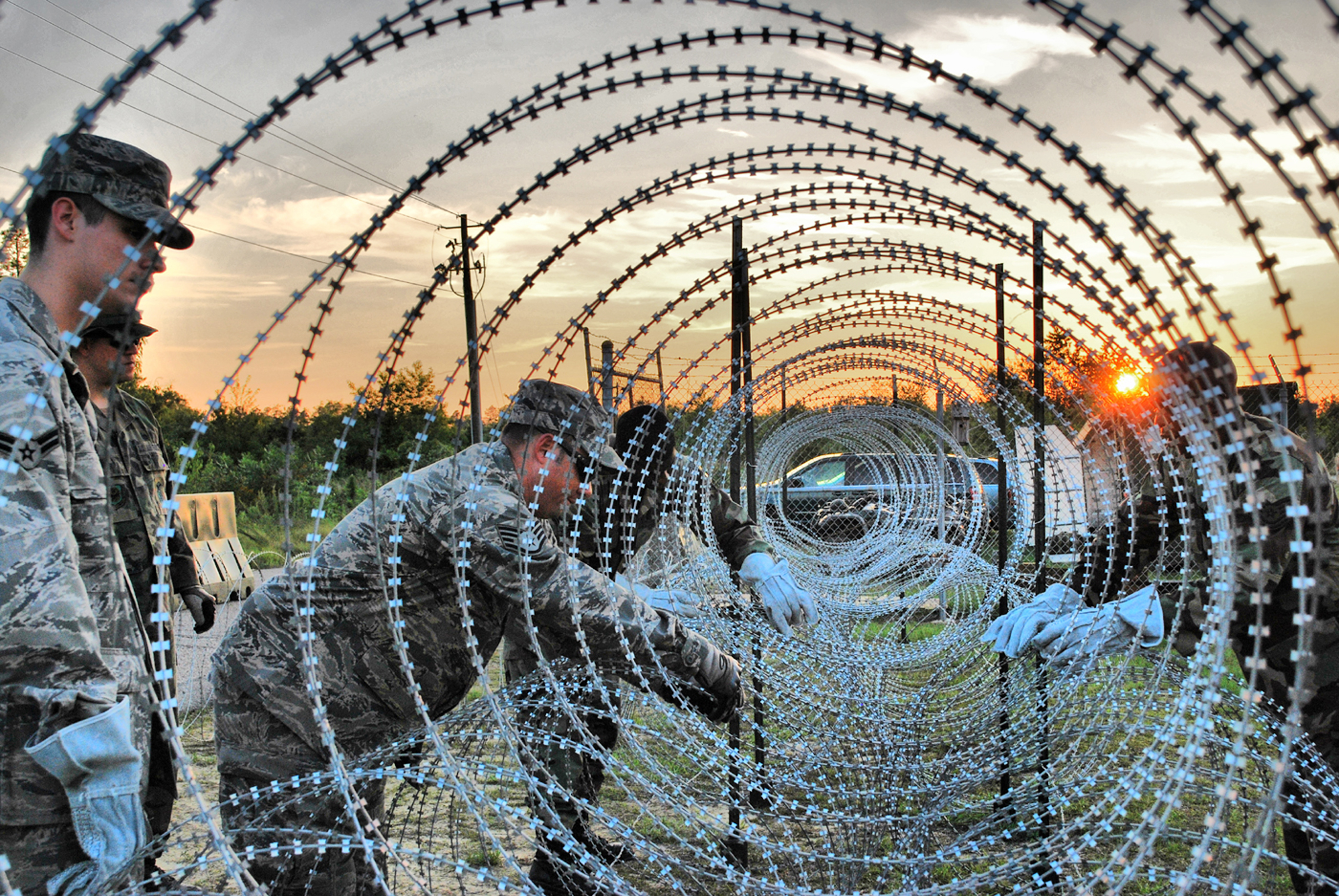
Zaun aus drei Stacheldrahtrollen

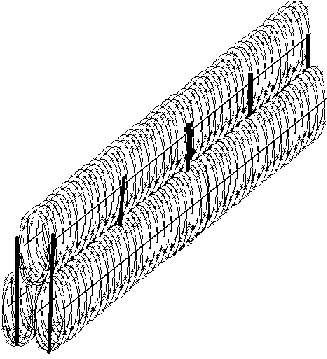
Zaun aus drei Stacheldrahtrollen (Zeichnung)

In den 1930er Jahren entwickelten die „Federnwerke Horst Dannert“ selbsttragende Ziehharmonika-Stacheldrahtrollen (englisch concertina wire).
Sowohl Spanndrähte als auch Spitzendrähte aus Stahl sind zum Schutz vor Korrosion meist verzinkt.
Eine weitere Form ist der Bandstacheldraht (umgangssprachlich als NATO-Draht bzw. S- oder Z-Draht bezeichnet). Statt der eingewickelten Drähte mit scharfkantigen Spitzen besteht er aus einem dünnen Blechband, in das scharfe Klingen eingestanzt sind. Diese Bandrollen werden in die Verlegevorrichtung eingelegt und beim Abrollen um die Längsachse verdrillt.
Der NATO-Draht wird seit den 1960er Jahren eingesetzt und hat mittlerweile in einigen Bereichen den normalen Stacheldraht abgelöst. Er wird in der Regel allerdings nur für militärische oder hoheitliche Zwecke als Umzäunung und Grenzsicherung eingesetzt.

## Herstellung
Stacheldraht wird auf speziellen Maschinen hergestellt. Die in die Maschine gezogenen Spanndrähte werden von Drahtrollen abgespult und bei zweiseiligen Verfahren verseilt. In regelmäßigen Zeitabständen, entsprechend den Spitzenabständen, wird der Vorschub der Spanndrähte gestoppt, und mit Hilfe von seitlich positionierten Wickelköpfen der Spitzendraht zugeführt, gewickelt und anschließend schräg abgeschert.
Bei der Herstellung von vierspitzigem Stacheldraht wird der Spitzendraht von zwei Seiten zugeführt.
Durch Widerstandspressschweißen (Punktschweißen) können einseilige Spanndrähte mit Spitzen versehen werden.
Der fertige Stacheldraht wird auf Rollen aus Profildraht gewickelt und bei einer bestimmten Länge (z. B. 400 Meter) abgeschnitten. NATO-Draht wird mittels spezieller Stanzmaschinen als Band gefertigt.

## Allgemeine Anwendung

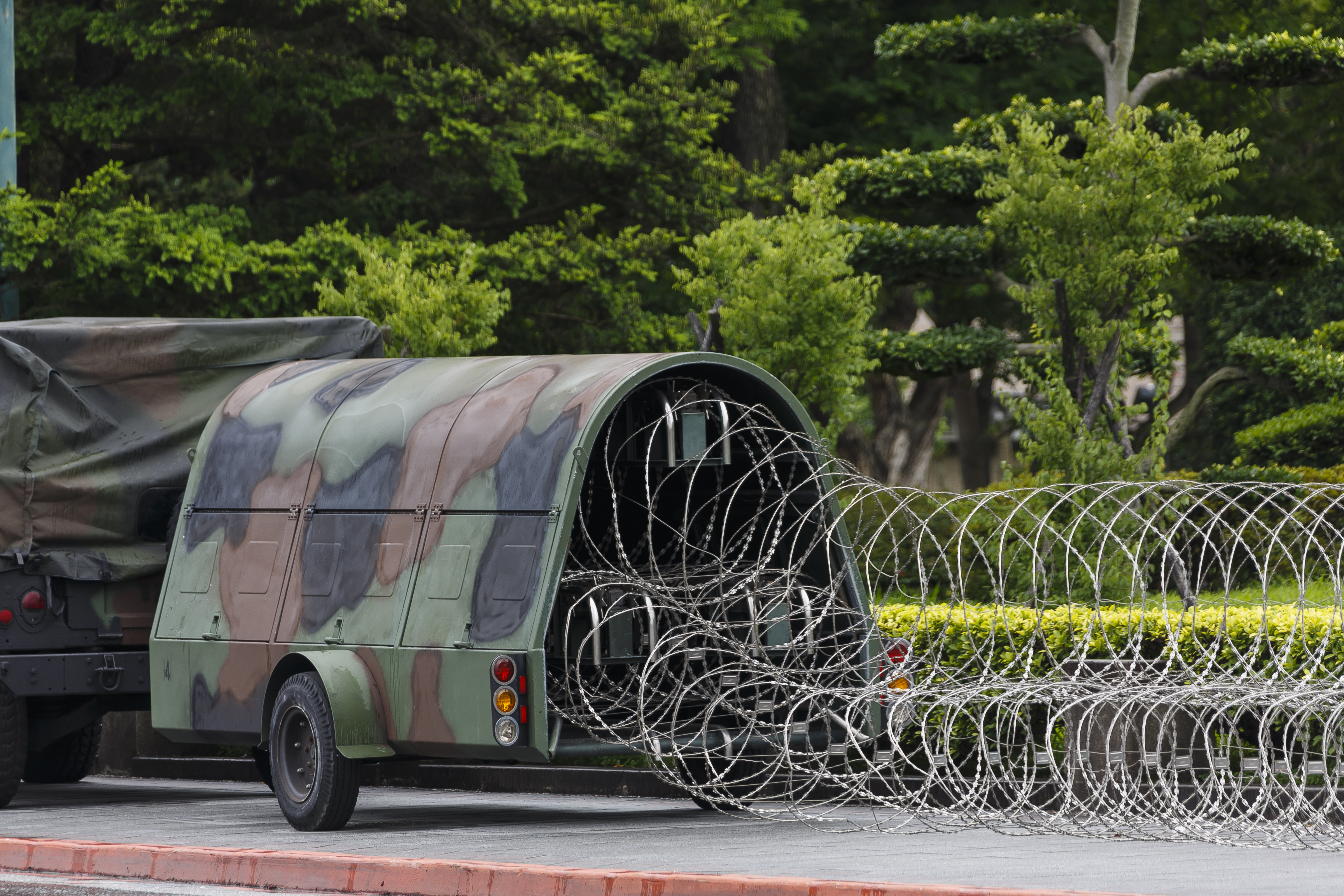
Verlegung von Stacheldrahtrollen zum Schutz eines Regierungsgebäudes

Stacheldraht wird im Regelfall über normalen Zäunen in ein oder mehreren Reihen angebracht, um ein Übersteigen des Zaunes zu erschweren. Hierbei können mehrere Reihen Stacheldraht über- oder auch nebeneinander angeordnet werden. Durch die Installation oberhalb des eigentlichen Zaunes wird eine Verletzungsgefahr für vorbeilaufende Menschen und Tiere verhindert.
Eine weitere Form des Stacheldrahtes ist die Ausführung in Rollen oder Schleifen, welche am oberen Ende von Zäunen und Mauern befestigt wird. Besonders oft zu sehen ist diese Ausführung beim Militär und bei Strafanstalten.
Eine zivile und ungefährliche Anwendung erfolgt beim earthbag building. Hier verhindern in der Regel zwei parallele Stränge vierspitzigen Stacheldrahts zwischen je zwei Schichten das Verrutschen der Sandsäcke.

## Tierschutzproblem mit Stacheldraht

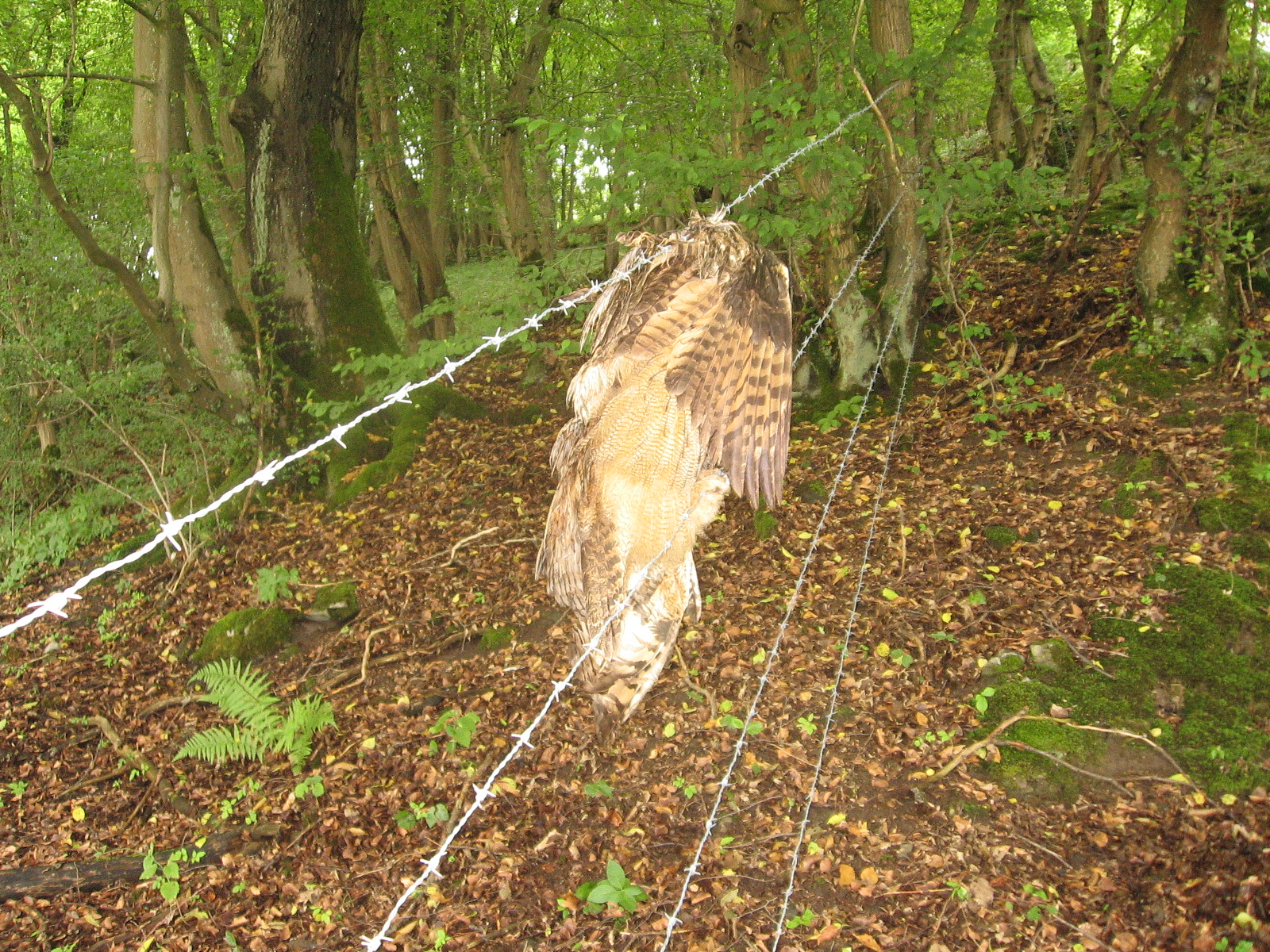
Im Stacheldraht umgekommener Uhu

Für die Tierhaltung hat er sich durch viele schwere Verletzungen bis hin zum tödlichen Ausgang für die Umzäunung als tierschädlich erwiesen und durch Perforation der Haut von Weidetieren die Qualität des Leders gemindert. Aus Tier- und Unfallschutzgründen an öffentlichen Wegen werden in der Landwirtschaft immer mehr elektrische Weidezäune benutzt.
Die Verwendung von Stacheldraht als Umzäunung von Pferdekoppeln und bei Pferdeausläufen ist im österreichischen Tierschutzgesetz bzw. der dazugehörenden 1. Tierhaltungsverordnung dezidiert verboten.
In Deutschland ist beispielsweise Pensionspferdebetrieben eine Verletzung der Aufsichtspflicht vorgeworfen worden, weil sich Pferde an Stacheldraht verletzten. Das Niedersächsische Oberverwaltungsgericht nahm 2013 einen Verstoß gegen § 2 TierSchG bei der Einzäunung einer Pferdeweide mit Stacheldraht an. Das Bundesverwaltungsgericht ließ 2014 eine Revision gegen diese Entscheidung nicht zu. Ähnlich wie das Niedersächsische Oberverwaltungsgericht entschied bereits 2000 das Thüringer Oberverwaltungsgericht.
In Stacheldrahtzäunen bleiben immer wieder Wildtiere hängen und verenden. Besonders betroffen sind u. a. Vögel, insbesondere die nachts jagenden Eulen. Beim Uhu kommen nach verschiedenen Untersuchungen in Deutschland 10 bis 16 % durch Stacheldraht-Anflüge um. Auch bei Wasservögeln, insbesondere bei Gänsen, kommt es immer wieder zu Todesfällen. An der Nordsee blieben bis zu 25 Gänse auf einmal in Stacheldrahtzäunen hängen. Diese Probleme wurden weltweit festgestellt.

## Rechtliches

### Schweiz
In der Schweiz ist gemäß der Tierschutzverordnung seit dem 1. Januar 2014 die Verwendung von Stacheldraht für Zäune von Gehegen verboten, wobei die Kantone befristete Ausnahmen für weitläufige Weiden erteilen können. Infolge wurde im Kanton St. Gallen am 4. Februar 2019 die Gesetzesinitiative «Stopp dem Tierleid – gegen Zäune als Todesfallen für Wildtiere» eingereicht. Daraufhin hat der St. Galler Kantonsrat einen Gegenvorschlag ausgearbeitet, welcher u. a. Stacheldrahtzäune nur noch auf Rindviehweiden in Sömmerungsgebieten erlauben würde. Die Initiative wurde zurückgezogen, nachdem der Gegenvorschlag vom Parlament verabschiedet wurde. Mit der Anpassung des St. Galler Jagdgesetzes vom April 2021 wurde der Einsatz von festen Zäunen und insbesondere Stacheldrahtzäunen zum Schutz der Wildtiere und des Lebensraumes eingeschränkt. Die Inkraftsetzung erfolgte auf den 1. Oktober 2021 mit einer Übergangsfrist für die Umsetzung von vier Jahren.

### Deutschland
Auch in Deutschland, bzw. mindestens in Baden-Württemberg und Bayern ist Stacheldraht zur Abgrenzung von Wohngrundstücken verboten.

## Trivia
- Indianer tauften Stacheldraht, der mit seiner Begrenzung von offenen Weiten ihrer Lebensform widersprach, “devil’s rope” (‚Teufelsschnur‘).
- In McLean (Texas) befindet sich das Devil’s Rope Museum, ein Museum, das sich ausschließlich dem Thema Stacheldraht widmet.

## Dokumentationen
- Die Teufelsschnur. 88-minütige Fernsehdokumentation von Sophie Bruneau (Arte, Frankreich/Belgien, 29. Juni 2015).[51]